# Diplomys labilis
Diplomys labilis és una espècie de mamífer rosegador de la família de les rates espinoses. Viu a Colòmbia, l'Equador i Panamà. Es tracta d'un animal arborícola de costums nocturns. Els seus hàbitats naturals són els boscos (perennes o caducifolis), els manglars i les plantacions. Es desconeix si hi ha cap amenaça per a la supervivència d'aquesta espècie, però gran part del seu àmbit de distribució ha estat desforestat.